# NGC 5121A
NGC 5121A is een balkspiraalstelsel in het sterrenbeeld Centaur. Het hemelobject werd op 26 juni 1834 ontdekt door de Britse astronoom John Herschel.

## Synoniemen
- ESO 382-61
- MCG -6-30-1
- AM 1322-370
- PGC 46960